# Rock 'n' Roll Suicide
Singles de David Bowie
Rebel Rebel
(février 1974) Diamond Dogs
(juin 1974)
Pistes de The Rise and Fall of Ziggy Stardust and the Spiders from Mars
Suffragette City
(10)
Rock 'n' Roll Suicide est une chanson de David Bowie parue en 1972 sur l'album The Rise and Fall of Ziggy Stardust and the Spiders from Mars, dont elle est la dernière piste. Elle est également éditée en single en avril 1974.

## Histoire

### Enregistrement
Rock 'n' Roll Suicide est enregistrée le 4 février 1972 aux studios Trident de Londres, pendant les séances pour l'album The Rise and Fall of Ziggy Stardust and the Spiders from Mars. Bowie est accompagné de son groupe, les Spiders from Mars, constitué de Mick Ronson à la guitare et au piano, Trevor Bolder à la basse et Mick Woodmansey à la batterie, lors de cette séance qu'il coproduit avec Ken Scott. Les chansons Starman et Suffragette City sont enregistrées le même jour.

### Parution et accueil
The Rise and Fall of Ziggy Stardust and the Spiders from Mars est publié le 16 juin 1972 par RCA Records. Rock 'n' Roll Suicide y figure à la fin de la deuxième face.
En avril 1974, RCA publie un 45 tours reprenant Rock 'n' Roll Suicide en face A et Quicksand, une chanson tirée de l'album de 1971 Hunky Dory, en face B. Bien qu'il s'agisse de deux titres que les fans de Bowie connaissent déjà, il se classe no 22 des ventes au Royaume-Uni.

### Postérité
Rock 'n' Roll Suicide est systématiquement interprétée lors du Ziggy Stardust Tour de 1972-1973, où elle constitue le dernier morceau de chaque concert. Lors de la dernière date de la tournée, le 3 juillet 1973, c'est avant de l'entonner que Bowie annonce au public, à la stupéfaction générale, qu'il s'agit du dernier concert qu'il donnera en tant que Ziggy Stardust, une déclaration d'abord interprétée à tort comme signifiant la retraite de Bowie lui-même.
Cette chanson figure également dans le répertoire scénique de la tournée Diamond Dogs Tour en 1974, où elle sert encore de morceau de clôture, puis elle est interprétée lors de quelques concerts au début des tournées Isolar II Tour en 1978 et Sound + Vision Tour en 1990. Elle fait partie des quelques morceaux que Bowie n'interprète plus sur scène après 1990, conformément à l'idée de base du Sound + Vision Tour qui était censé lui permettre d'arrêter de jouer la majorité de ses vieilles chansons les plus connues.
Des versions live de Rock 'n' Roll Suicide apparaissent sur les albums David Live (1974), Ziggy Stardust: The Motion Picture (1983, enregistré en 1973), Live Santa Monica '72 (2008, enregistré en 1972) et Bowie at the Beeb (2000, enregistré en 1972).

## Caractéristiques artistiques
Dans le contexte de l'album The Rise and Fall of Ziggy Stardust and the Spiders from Mars, Rock 'n' Roll Suicide représente la mort en apothéose du personnage de Ziggy Stardust. Pour l'écrire, Bowie puise son inspiration dans la chanson française, évoquant « une touche d'Édith Piaf ». Plusieurs passages des paroles évoquent des chansons de Jacques Brel dans leur traduction anglaise pour la comédie musicale Jacques Brel Is Alive and Well and Living in Paris, par laquelle il a découvert l'œuvre du chanteur belge. Ainsi, le refrain en forme d'hymne « Oh no love, you're not alone » apparaît presque à l'identique dans You're Not Alone, l'adaptation de Jef, tandis que d'autres passages évoquent Old Folks, l'adaptation des Vieux. L'introduction « Time takes a cigarette, puts it in your mouth » (« Le temps prend une cigarette et te la glisse dans la bouche ») ne provient quant à elle pas de Charles Baudelaire, comme l'affirme à tort Bowie par la suite, mais du poète espagnol Manuel Machado.
La chanson bénéficie d'arrangements majestueux écrits par Mick Ronson, avec le plus grand nombre de musiciens d'accompagnement de tout l'album : outre une section de cordes, elle requiert les services de deux trompettes, deux trombones, deux saxophones ténor et un saxophone baryton. Pour Kevin Cann, l'interprétation grandiloquente de Bowie rappelle le Live at the Apollo de James Brown, notamment les chansons Lost Someone (en) et Try Me (en).

## Fiche technique

### Chansons
Toutes les chansons sont écrites et composées par David Bowie.
| 1. | Rock 'n' Roll Suicide | 2:57 |
| 2. | Quicksand             | 5:03 |

### Interprètes et équipe de production
- David Bowie : chant, saxophone, production
- Mick Ronson : guitare, piano, chœurs
- Trevor Bolder : basse
- Mick Woodmansey : batterie
- orchestre de studio
- Ken Scott : production[1]

### Classements et certifications
| Classement                     | Meilleure position | Année |
| ------------------------------ | ------------------ | ----- |
| Royaume-Uni (UK Singles Chart) | 22                 | 1974  |
| France (SNEP)                  | 139                | 2016  |